# Kriegsverbrechen der Vereinigten Staaten
Die Kriegsverbrechen der Vereinigten Staaten umfassen alle Verletzungen des Kriegsvölkerrechts durch Angehörige der US-Streitkräfte oder auch des US-amerikanischen Auslandsnachrichtendienstes CIA nach der Unterzeichnung des Haager Abkommens von 1907 und der Genfer Konventionen von 1949. Darunter fallen unter anderem Exekutionen von gefangenen feindlichen Soldaten, die Misshandlung von Gefangenen während der Vernehmung, die Anwendung von Folter und die Anwendung von Gewalt gegen Zivilisten.

## Rechtsstatuten
Da die USA das Rom-Statut über den Internationalen Strafgerichtshof nicht ratifiziert haben, können von den USA begangene Kriegsverbrechen dort nicht angeklagt werden. Auch wenn die USA kein Mitglied beim IStGH sind, kann deren Bürgern Strafverfolgung drohen, wenn sie Verbrechen in einem Land begangen haben, das dem Strafgerichtshof angehört. Die Ablehnung des internationalen Strafgerichtshofs durch US-Regierungen erklärt sich aus dem großen globalen eigenen Engagement in sicherheitspolitischen Themen. US-Amerikaner sind dadurch stets von Anklage bedroht, anders als Länder, die gar keine internationalen Verpflichtungen eingehen und folglich wenig zu riskieren haben.
Kriegsverbrechen in oder außerhalb der USA gegen Angehörige der Streitkräfte sowie zivile US-Staatsbürger können nach dem War Crimes Act von 1996 verfolgt werden.
Der Beginn des Gesetzes lautet:

„‘‘CHAPTER 118—WAR CRIMES‘‘Sec.‘‘2401. War crimes.‘‘§ 2401. War crimes‘‘(a) OFFENSE.— Whoever, whether inside or outside the United States, commits a grave breach of the Geneva Conventions, inany of the circumstances described in subsection (b), shall be fined under this title or imprisoned for life or any term of years, orboth, and if death results to the victim, shall also be subject to the penalty of death.“

„Wer innerhalb oder außerhalb der Vereinigten Staaten unter den in Unterabschnitt (b) beschriebenen Umständen einen schwerwiegenden Verstoß gegen die Genfer Konventionen begeht, wird unter diesem Titel mit einer Geldstrafe belegt oder lebenslang oder für eine beliebige Dauer von Jahren inhaftiert. Bei Tod des Opfers unterliegt der Strafenkatalog auch die Todesstrafe.“

Der Uniform Code of Military Justice (UCMJ) enthält das US-amerikanische Wehrstrafrecht für Soldaten in In- und Ausland.
Zuständig für die Verfolgung von militärstrafrechtlichen Vergehen ist das Judge Advocate General’s Corps, eine Behörde mit mehr als 730 Militärjuristen (judge advocates), 30 Offizieren, die auf Recht spezialisiert sind, 630 Unteroffizieren und nahezu 275 zivilen Angestellten.

## Kriege

### Vorgeschichte bis zum Ersten Weltkrieg

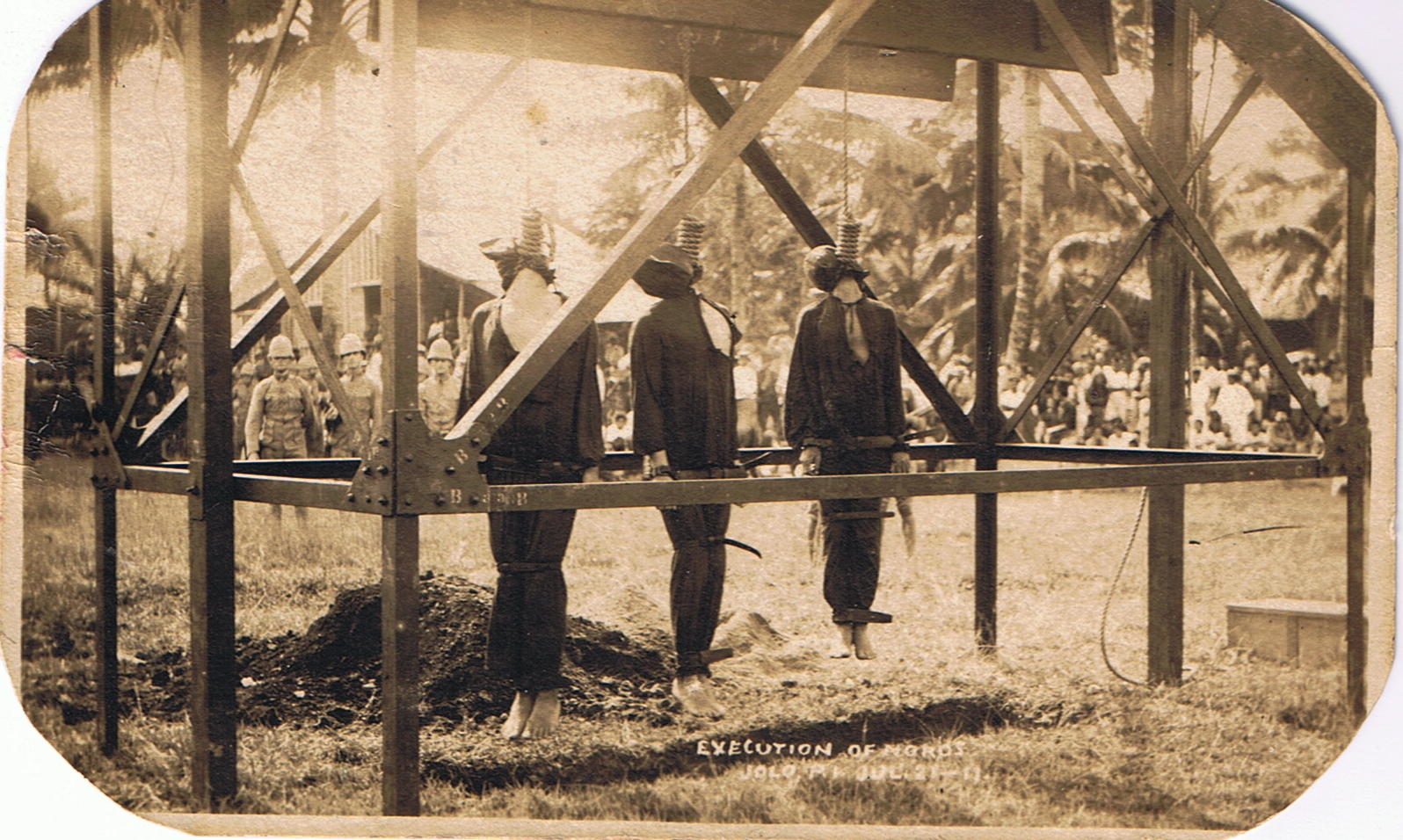
Erhängung von philippinischen Rebellen durch amerikanische Soldaten

Grenzüberschreitungen humaner und professioneller Kriegsführung durch legalisierte staatliche Kombattanten der USA fanden bereits im 19. Jahrhundert, vor allem in den Indianerkriegen oder dem Sezessionskrieg statt. Solche Beispiele waren das Massaker von Wounded Knee, das Sand-Creek-Massaker, das Massaker am Washita. In den Kriegen waren die Übergänge zwischen Verbrechen, legitimer militärischer Aktion und Kriegsverbrechen fließend. Die Massaker waren eher symbolische Akte. Es ging um Abschreckung durch wahllose Gewalt. Die Durchführung folgte fast einer rituellen Logik, die die Wiederherstellung der eigenen Überlegenheit dienten und damit offensiv angedacht waren. Zudem waren sie Bestandteil einer ideologie- und interessengeleiteten Vernichtungsstrategie, die den Indianern fremd war. Der exterminatorisch ausgerichtete Dauerkonflikt mit den Ureinwohnern vollzog sich in einem demokratischen Rahmen. Eine kulturelle Verarbeitung der gewaltsamen Landnahme gegenüber den Eingeborenen durch öffentliche Stellen fand erst 80 Jahre später statt. Bis dahin herrschte für einige Jahrzehnte ein paternalistischer-assimilatorischer hegemonialer Diskurs. Dieser billigte die eliminatorischen Handlungen. Mit Filme wie Broken Arrow oder Devil’s Doorway aus dem Jahr 1950 wurden die Indianer erstmals ausführlich als Opfer weißer Aggression gewürdigt.
Die Kriegsregeln wurden erst Anfang des 20. Jahrhunderts schriftlich fixiert, führten aber unter keinen Kriegsteilnehmern der Zeit zur Reduktion oder Einschränkung solcher verbotenen Handlungen in Kriegszonen. Um 1900 hatte sich das außenpolitische Klima immer weiter angeheizt und starke revisionistische, maskuline und imperiale Strömungen formten in Europa (vgl. Militarismus in Deutschland) aber auch den USA Denken und Handlungsweisen einer ganzen heranwachsenden Generation junger Männer. Das gesellschaftliche Gewaltpotential und Xenophobie von jungen Männern zu dieser Zeit war insgesamt prägnant.
Während der amerikanischen Herrschaft auf den Philippinen kam es zu Aufstandsbewegungen, den Philippinisch-Amerikanischen Krieg, der durch rücksichtslose Gefangenentötungen auf Anordnung amerikanischer Oberbefehlshaber geführt wurde. Auch die Totalität des Krieges wurde forciert, indem der Zivilsektor in die Kampfhandlungen einbezogen wurde. Es kam zur Bildung von Konzentrationslagern, die Versorgungslinien wurden unterbrochen. Hunger und Seuchen entstanden dadurch. Dörfer wurden planmäßig niedergebrannt. Es kam zu Tötungen von Zivilisten. Dies führte zum Tod von 8.350 Menschen in den Lagern bei einer Bevölkerung von 298.000 Internierten. Das passierte aufgrund offizieller Anordnungen durch das US-Kommando.
Bekannt wurde die Anweisung von Brigadiergeneral Jacob H. Smith beim Balangiga-Massaker, bekannt als Kill and Burn Order:

“I want no prisoners. I wish you to kill and burn, the more you kill and burn the better it will please me. I want all persons killed who are capable of bearing arms in actual hostilities against the United States.”

„Ich will keine Gefangenen. Ich wünsche mir, dass ihr tötet und verbrennt, und je mehr ihr tötet und verbrennt, desto mehr stellt es mich zufrieden. Ich will, dass alle Personen getötet werden, die Waffen in Feindseligkeit gegen die Vereinigten Staaten erheben könnten.“

### Erster Weltkrieg
Laut dem Historiker Richard Rubin haben amerikanische Doughboy während der Maas-Argonnen-Offensive einen starken Hass gegen alle Soldaten des Deutschen Heeres entwickelt. Gleiches galt auch für die Soldaten der anderen Kriegsnationen. Dazu kamen Unsicherheit, Gewalt und allgemeine Furcht, die durch Erzählungen von Gräueltaten des Gegners noch verstärkt wurden, dazu. Insbesondere Scharfschützen und Maschinengewehrträger nebst anderen wurden als prägnanteste Hassgruppe von lebenden Gefangennahmen zumeist ausgeschlossen und an Ort und Stelle getötet.
Lediglich 48.000 deutsche Soldaten gerieten lebend in amerikanische Gefangenschaft, trotz großformatigen Bewegungskriegs gegen ein zurückweichendes sich auflösendes deutsches Heer in den letzten Kriegsmonaten. Private May schilderte in seinem Tagebuch Gefangenenerschießungen seiner Einheit bei einem Vorstoß am 30. September 1918:

„After a 2 hour barrage we made an attempt to break, thru. We did & got 16 prisoners. We saw one of our sergeants get killed and we decided to kill the 16 prisoners.“

„Nach einem zweistündigen Sperrfeuer versuchten wir, durchzubrechen. Wir schafften es und nahmen 16 Gefangene. Wir sahen, wie einer unserer Seargents getötet wurde und beschlossen, die 16 Gefangenen zu töten.“

### Zweiter Weltkrieg
Während die Kriegsverbrechen der Roten Armee, aber auch der Wehrmacht gut aufgearbeitet wurden, ist dies bei alliierten Kriegsverbrechen in der Zahl der Publikationen und ihrer Stellung in den fachlichen Diskursen ein Randthema geblieben. Auch das Verhalten amerikanischer Soldaten während der Besatzungszeit im besetzten Gebiet zu den ehemaligen Kriegsgegnern, war bisher kaum Gegenstand der Geschichtsforschung.
Nur ein Bruchteil der Straftaten, die GIs in Deutschland begingen, wurde von US-Gerichten geahndet. 3,5 Millionen US-Soldaten waren im Zweiten Weltkrieg in Europa im Einsatz. Allerdings gab es lediglich zwei Kriegsgerichtsverfahren der US-Militärjustiz gegen GIs. Verurteilt wurde kein einziger.

#### Europa
Bei Kapitulation von Feindkräften im Gefechtsverlauf, waren die ersten ein bis zwei Stunden nach Gefangennahme von erhöhter Todesbedrohung unter allen Kriegsteilnehmern aller Seiten begleitet. Im frontnahen Bereich waren die Kämpfer der vordersten Kontaktlinie häufig dazu bereit, sich ergebende oder erst kürzlich gefangen genommene Feindkräfte zu liquidieren, wozu verschiedene Motive und Ursachen führen konnten.
Der Historiker Stephen Ambrose gab an, dass von den 1000 von ihm interviewten US-Veteranen des Zweiten Weltkrieges nur einer angab, einen Gefangenen getötet zu haben. Dennoch hätten ungefähr ein Drittel geschildert, dass sie andere US-Soldaten gesehen haben, die unbewaffnete deutsche Gefangene mit erhobenen Händen erschossen haben. Solche Fälle von Erschießungen Gefangener im frontnahen Bereich kurz nach Gefangennahme, noch vor der Einbringung in die Sammelstellen, wurden nicht gesamthaft dokumentiert und wurden nicht gezählt. Sie zählten im Zweifel als zulässige Gefechtshandlung.
Beispiel für örtlich und zeitlich separierte Einzelereignisse US-amerikanischer Kriegsverbrechen sind (nicht abschließend):
- Das Massaker von Canicattì: Amerikanische Soldaten hatten die Stadt erobert und erschossen nach der Eroberung acht unbewaffnete italienische Zivilisten. Lieutenant Colonel Herbert McCaffrey, Militärgouverneur von Palermo hatte erfahren, dass Zivilisten eine Fabrik plündern wollten. Er fuhr mit einer Streife der Militärpolizei zur Fabrik und feuerte in die Menge, als diese sich weigerte sich aufzulösen.[21][22]
- Das Biscari-Massaker war ein Kriegsverbrechen im Rahmen der alliierten Operation Husky, der Eroberung Siziliens, bei dem im Juli und August 1943 76 wehrlose italienische und deutsche Kriegsgefangene (74 italienische und 2 deutsche) bei Biscari in Sizilien getötet wurden.
- In der Nähe des französischen Dorfes Audouville-la-Hubert wurden 30 gefangene Wehrmachtsoldaten von US-Fallschirmjägern massakriert.[20]
- Unter „Operation Teardrop“ wurden unter anderem acht Besatzungsmänner des deutschen U-Bootes U 546 von US-Soldaten gefoltert, weil die US-Militärs einen von U-Boot aus gesteuerten Angriff mit V1-Marschflugkörpern (Fieseler Fi 103) oder Raketen auf Küstenstädte der USA fürchteten und die Gefangenen bereits gemäß der Genfer Konvention vorgeschriebenen Angaben keine Aussagen getätigt haben.[23]
- In Vergeltung des deutschen Malmedy-Massakers an US-amerikanischen Kriegsgefangenen töteten die US-Streitkräfte im Dezember 1944 bereits entwaffnete SS-Angehörige und Fallschirmjäger.
- Die Erschießung von SS-Männern bei der Befreiung des KZ Dachau wurde am 29. April 1945 durch US-Soldaten an Angehörigen der SS-Wachmannschaft verübt. Der Hintergrund dazu ist, dass die erobernde alliierte US-Armee kurz vor der Befreiung des KZ Dachau auf den Todeszug aus Buchenwald mit tausenden darin vorgefundenen Leichen traf, was unter den amerikanischen Soldaten und Offizieren spontan große Wut und Rachegelüste ausgelöst hatte.

Geheime Kriegsunterlagen, die 2006 öffentlich zugänglich gemacht wurden, zeigen, dass amerikanische Soldaten 400 Sexualstraftaten in Europa zwischen 1942 und 1945 begangen, einschließlich 126 Vergewaltigungen in England. Eine Studie von Robert J. Lilly schätzte, dass insgesamt 14.000 zivile Frauen in Großbritannien, Frankreich und Deutschland von amerikanischen Soldaten während des Krieges vergewaltigt worden seien. Die Zahlen variieren jedoch so stark, dass die Historikerin Miriam Gebhardt allein die Anzahl der von US-Soldaten vergewaltigten deutschen Frauen auf 190.000 schätzt.

#### Gefangenenerschießungen
Der Prozess des Übergangs vom formellen Kombattantenstatus in die Gefangenschaft wurde in historischen Aufarbeitungen häufig als Begleiterscheinung an den Rand der Fokussierung gehalten. Streng genommen war das Zeichen der Aufgabe in Form einer weißen Flagge oder erhobene Händen bereits ein vollzogener Übergang in den Status eines Gefangenen, womit ab diesem Moment die Schutzregeln zur Behandlung von Gefangenen eintraten. Es gibt keine Gesamtanalysen, wie hoch der Anteil an Liquidierungen im Anschluss an die Aufgabe war. In allen fünf amerikanischen Angriffsdivisionen des D-Days, gab es in den einzelnen Einheiten Befehle, keine Gefangenen zu nehmen. Die Tötungsrate deutscher Kriegsgefangener am Landungsabschnitt der US-Amerikaner lag bei 50 Prozent.

„Wenn wir auf den Feind treffen, werden wir ihn töten. Wenn Ihr Eure Männer gegen den Feind führt und er sich dann ergeben will: Oh nein! Der Bastard soll sterben. Ihr werdet ihn töten. Stecht ihn zwischen die dritte und vierte Rippe. Sagt Euren Leuten das. Wir brauchen diesen Killerinstinkt. Wir werden uns den Ruf von Killern erarbeiten. Und Killer sind unsterblich.“

Ein Interview eines Zeit- und Augenzeugens, einem damals 93-jährigen Kriegsveteranen zum so genannten „Incident in Chenogne“ während der Ardennenoffensive, einem nicht strafrechtlich belangten Kriegsverbrechen, gibt das wiederkehrende Muster dieser Abläufe wider:

„Chris D.: It’s the stairs where from the guys game out. The first one was a medic. A German medic.

Roger M: Roger says it was a German medic who surrendered first, climbing out into the front yard where we’re standing. He carried a white flag. American soldiers were positioned in a sort of semi-circle around him, rifles raised.

Chris D.: Without any word, when they saw the guy, [rum 00:22:30], he was killed.

Roger M: American soldiers shot the medic trying to surrender.

Chris D.: Second one was maybe a young Belgium boy. They didn’t fire, of course.

Roger M: The boy made it out alive. Then another German emerged from the cellar steps, trying to surrender.

Chris D.: Rum.

Roger M: With the basement on fire, one-by-one, German soldiers emerged, trying to surrender. One-by-one, they were shot. Roger turns and I follow him. He crosses the narrow road, makes a sweeping gesture towards a small grassy embankment.

Chris D.: When the mayor came three, four days after, he came back and the bodies were lined here in front of here.

Roger M.: The German soldiers from the cellar, that ones who had tried to surrender.

Chris D,: It was 19 dead and they were put side by side.

Roger M.: That wasn’t all of course, …“

Dieses Muster fand sich allerdings bei allen Kriegsparteien in der gleichen Art und Weise wieder. Nach heutigen Gesichtspunkten ist das eine inakzeptable Übertretung regulärer Kriegsführung, nach damaliger Auffassung war es im Rahmen des gesellschaftlichen Entwicklungsstandards eine zu tolerierende Handlung und verbreitet. Die Wahrnehmungsmuster von Kriegsverbrechen von heutigen und damaligen Beobachtern unterscheiden sich stark. Der Grad an tolerierter gesellschaftlicher Gewalt war in den 1940ern deutlich höher als heute.

#### Asien und Pazifikraum

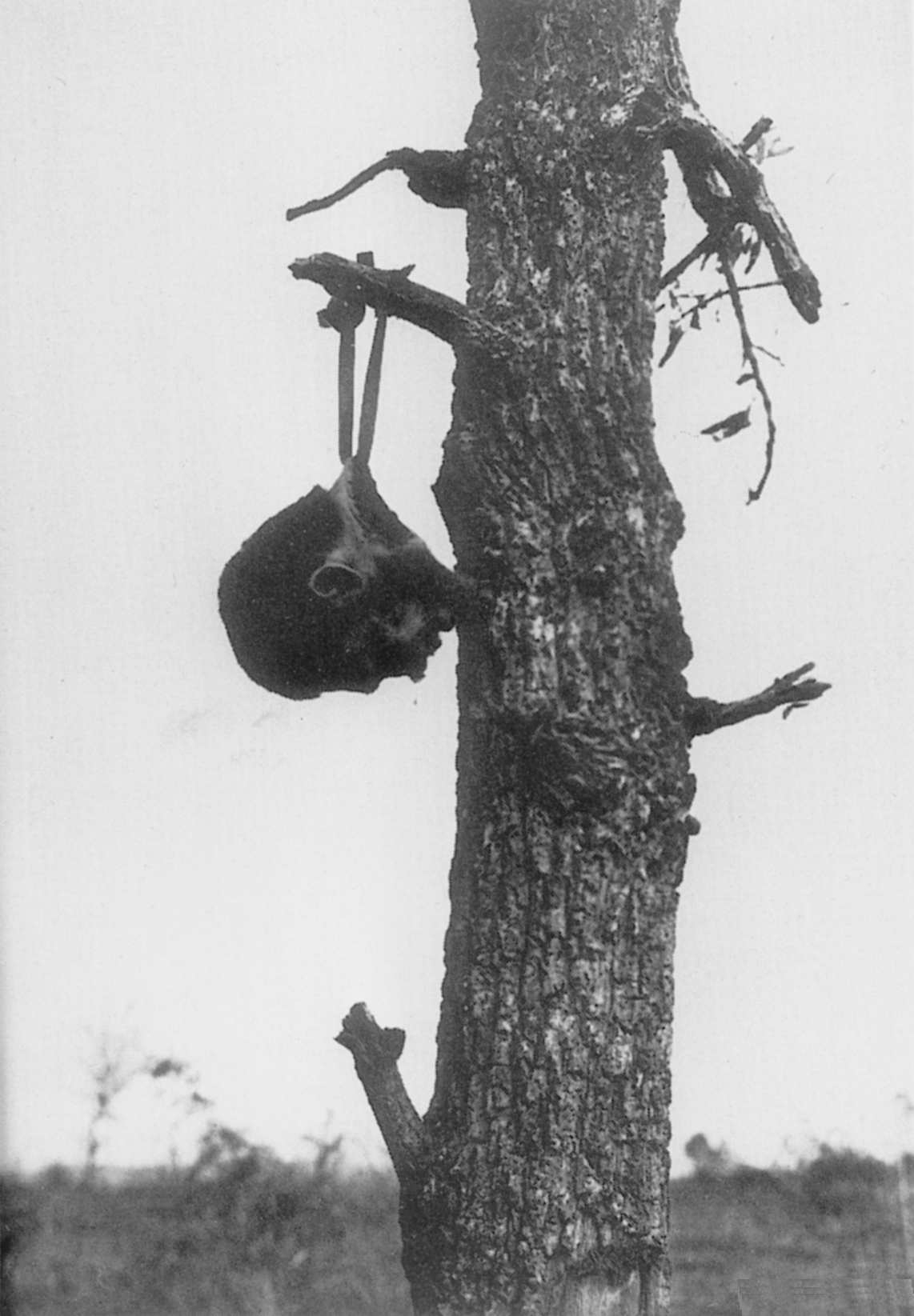
Zurschaustellung von Leichenteilen getöteter Japaner war ein weitverbreitetes Phänomen unter US-Amerikanern im Pazifikkrieg

Am 26. Januar 1943 schoss das U-Boot USS Wahoo auf Überlebende in Rettungsbooten des japanischen Transporters Buyo Maru. Vizeadmiral Charles A. Lockwood behauptete, dass die Überlebenden japanische Soldaten seien, die Gewehre auf die Wahoo richteten, nachdem diese aufgetaucht sei, und dass diese Taktik im U-Boot-Krieg häufig vorkomme.
Während und nach der Schlacht in der Bismarcksee haben US-Boote und alliierte Flugzeuge japanische Rettungsschiffe und ungefähr 1000 Überlebende von acht gesunkenen japanischen Truppentransportschiffen attackiert. Die genannte Rechtfertigung hierfür war, dass die japanischen Soldaten bereits nahe einem Militärstützpunkt gewesen seien und von dort aus schnell wieder in die Schlacht geschickt werden könnten.
Insbesondere auf Okinawa kam es zu gehäuften Vergewaltigungen von Frauen durch US-amerikanische Streitkräfteangehörige. Solche Vorfälle ereigneten sich aufgrund der Besetzung der Insel auch im Nachhinein und führte immer wieder zu medialer Beachtung.
Die Atombombenabwürfe auf Hiroshima und Nagasaki erhielten durch Präsident Harry S. Truman eine starke eigene Rechtfertigungslehre. Demnach sei dies der einzige Weg gewesen, den Krieg zu beenden, ohne dabei weitere hohe amerikanische Kriegsverluste in Kauf nehmen zu müssen. Diese Lehre erzielte in der amerikanischen Öffentlichkeit eine nachhaltige und dominante Wirkung in der Beurteilung dieser Vorgänge und damit eine zivilgesellschaftlich getragene Legitimität. Die Kontroverse wurde auch in anderen Ländern geführt und erhielt vor allem auf Seiten der ideologischen Gegner im Kalten Krieg eine politische Zweckbindung. Die historische Forschung des 21. Jahrhunderts bewertet die Ereignisse zunehmend differenzierter.

#### Einordnung der Verbrechen
Die Handlungen US-amerikanischer Kombattanten waren nicht losgelöst von den Ereignissen und gesellschaftlichen Rahmenbedingungen dieser Zeit, in der ein totalitär geführter Krieg durch alle Kriegsteilnehmer geführt wurde und sich die Handlungen der Kriegsgegner auch auf die US-amerikanischen Verhaltensweisen im nahen Kriegsgebiet auswirkten. Grundsätzlich gilt, das alle bewaffneten Kräfte, reguläre und irreguläre aller Kriegsparteien sich an Kriegsverbrechen gegen eigene und feindlich gesinnte Menschengruppen beteiligten. Das Ausmaß und die Art der Verbrechen variierte dabei. Generell wurden Vergewaltigungen, Lynchmorde und Erschießungen Unbeteiligter oder wehrloser Menschen von allen Kriegsteilnehmern vorgenommen. Vergasungen, Tod durch Verhungern und systematische Liquidierungen von Stadtvierteln hinter der Front (Ghettos) sind dagegen rein deutsche Mittel zur geplanten Vernichtung von feindlichen Bevölkerungsgruppen gewesen. Die Kriegsverbrechen der einzelnen Kriegsteilnehmer unterschieden sich in ihrer geplanten Vollzugsweise. Auf deutscher Seite wurden diese Top-Down angeordnet und bei Alliierter Seite ereigneten sich diese als Folgen der Kriegshandlungen im Geschehen, also nicht geplant. Das unterscheidet den Charakter der Verbrechen grundlegend.
Der Großteil der US-Verbrechen waren Heat of battle atrocities, also in der „Hitze des Gefechts“ vollzogene Handlungen, die sich aufgrund der adreanlingepuschten, furienartigen psychischen Verfassung der Soldaten, allgemeiner aufgestauter Wut oder aufgrund von hierarchischer Unordnung entstandenen rechtsunfreien Zonen ausbreiten konnten. Diese vollzogen sich also während der Kämpfe oder kurz danach, bis wieder eine geregelte Befehlskette in den Truppenkörpern zu funktionieren begann und der gewohnte Dienstbetrieb einsetzte. Es gab aber auch Fälle, die nicht in diesen Sondersituationen stattfanden, sondern hinter der Front vollzogen wurden und zum Beispiel deutsche Frauen einfach so gefoltert und getötet wurden.
Der amerikanische Bombenkrieg auf Städte wurde technokratisch geplant und durchgeführt und die dabei entstehenden Zivilverluste als notwendiges Übel verrationalisiert und legitimiert.

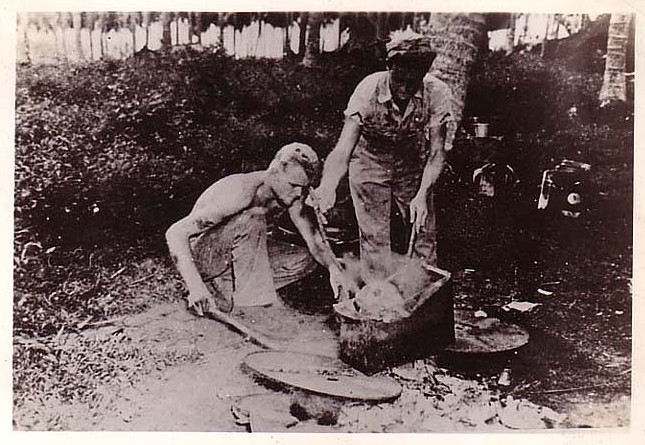
Sauberkochen von menschlichen Schädeln

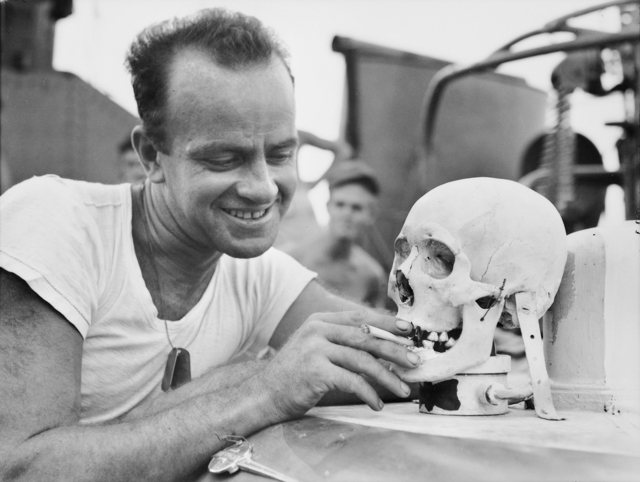
U.S. Navy Leutnant E.V. McPherson mit einem Schädel eines getöteten japanischen Soldaten auf der USS PT-341

Im Umgang mit den eigenen Gräueltaten herrschte auf US-amerikanischer Seite jahrzehntelanges Stillschweigen. Die Kriegsführung der eigenen Truppen wurde generell romantisiert und verklärt betrachtet. Zumindest direkt nach dem Krieg gab es vereinzelte gegensätzliche Stimmen, die auch Gehör fanden. Edgar L. Jones, Krankenwagenfahrer und Kriegskorrespondent der US-Army schrieb in einem Zeitungsartikel der Atlantic Monthly einen kritische Beschreibung der US-amerikanischen Handlungen:

“What kind of a war do civilians suppose we fought, anyway? We shot prisoners in cold blood, wiped out hospitals, strafed lifeboats, killed or mistreated enemy civlilans, finished off the enemy wounded, tosses the dying into a hole with the dead, and in the Pacific boiled the flesh off enemy skulls to make table ornaments for sweethearts or carved their bones into letter openers. As victors we are privileged to try our defeated opponents for their crimes against humanity, but we should be realistic enough to appreciate that if we were in trial for breaking international law, we shoul be found guilty on a dozen counts.”

„Was meinen die Zivilisten wohl, was wir wohl für einen Krieg geführt haben? Wir haben kaltblütig Gefangene erschossen, Krankenhäuser ausgelöscht, Rettungsbeiboote versenkt, feindliche Zivilisten getötet oder misshandelt, verwundete (und hilflose, Anm.) Feinde „erlegt“, die Sterbenden zusammen mit den Toten in ein Loch geworfen und im Pazifik das Körpergewebe von feindlichen Schädeln ausgekocht, um Tischschmuck herzustellen oder um für unsere Liebsten geschnitzte Knochen als Brieföffner herzustellen. Als Sieger haben wir das Privileg, unsere besiegten Gegner wegen ihrer Verbrechen gegen die Menschlichkeit vor Gericht zu stellen, aber wir sollten realistisch genug sein, um zu verstehen, dass wir genauso in einem Dutzend Fällen für schuldig befunden wären, wären wir wegen Verstoßes gegen das Völkerrecht vor Gericht gestellt worden.“

### Koreakrieg
Bei dem Massaker von Nogeun-ri starben Ende Juli 1950 während des Koreakrieges hunderte koreanische Flüchtlinge durch den gezielten Beschuss durch US-amerikanische Truppen in der Nähe des Dorfes Nogeun-ri, Hwanggan-myeon, Yeongdong-gun, Chungcheongbuk-do. Nach bisherigen offiziellen Angaben sollte es sich hierbei um ein Versehen gehandelt haben, doch nach neueren Erkenntnissen besteht die Möglichkeit, dass auf Befehl geschossen wurde.
Das Massaker von Nogun-ri war kein Einzelfall. Weitere Flüchtlinge, behaupten US-Veteranen und koreanische Überlebende, wurden später in ähnlichen Situationen getötet. Die Jagd auf Kommunisten dieser Zeit, im heißen Kalten Krieg, führte zu weiteren Verbrechen mit Massencharakter, bei denen Tausende vermuteter Kommunisten auch direkt durch US-Truppen getötet wurden. Eine verbreitete bzw. bekannte und zentrale Aufarbeitung, mit exakten Dokumentationen dieser US-Beteiligungen fehlt bisher.
Die Vorgänge um das Kriegsgefangenenlager Koje stellten gröbste Verstöße gegen alle bekannten Grundrechtsstatuten dar.
Die Einsicht von damaligen Kriegsteilnehmern im Nachhinein war eher gering, in einer Replik auf einen Bericht zu den Ereignissen heißt es:

“Some U.S veterans were angered by the AP report. They retorted, ‘Every combat veterans knows that the only law during war is to kill or be killed… Not one single American who served in South Korea owes the people of that country an apology for anything’”

„Einige US-Veteranen waren über den AP-Bericht erzürnt. Sie erwiderten: ‚Jeder Kampfveteran weiß, dass das einzige Gesetz im Krieg ist zu töten oder getötet zu werden …. Kein einziger Amerikaner der in Südkorea diente schuldet den Menschen dieses Landes eine Entschuldigung für irgendwas‘“

### Vietnamkrieg

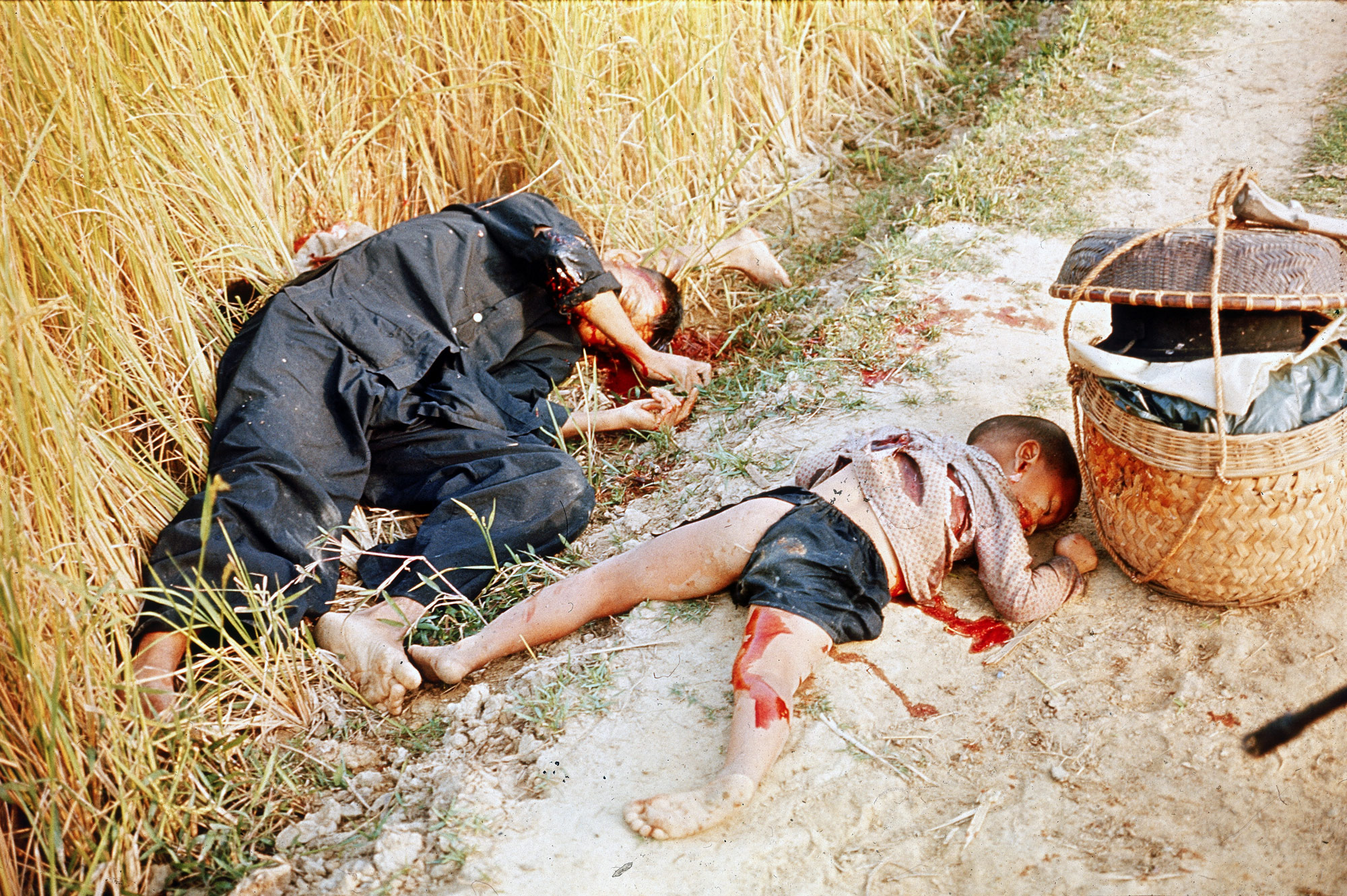
My-Lai-Massaker

Das Massaker von Mỹ Lai (Son My) wurde am 16. März 1968 während des Vietnamkrieges in dem Gemeindeteil Mỹ Lai des Dorfs Sơn Mỹ, genannt My Lai 4, begangen. Das Massaker an 504 Zivilisten wurde von der US-Armee zunächst vertuscht. Erst durch Recherchen des investigativen Journalisten Seymour Hersh gelangte das Geschehen an die Öffentlichkeit, wobei die Veröffentlichung der Reportage zunächst für etwa ein Jahr von sämtlichen Medien abgelehnt worden war. Hersh erhielt 1970 den Pulitzer-Preis, die Veröffentlichung trug maßgeblich zum Wandel der öffentlichen Meinung über den Krieg bei. Ein zeitgleiches weiteres Massaker fand in dem Dorfweiler My Khe statt. Beim Massaker von My Khe kamen weitere 90 vietnamesische Zivilisten ums Leben. Aufgrund der Aussagen von Teilnehmern und anderen Vietnamveteranen verdichtete sich in der Nachbetrachtung, dass dieses Ereignis nur den Höhepunkt einer Alltäglichkeit von verbrecherischen Handlungen von US-Militärs darstellte. Es war kein Abweichen vom gesetzten Kurs, sondern ein Einhalten des Kurses. Vergewaltigungen, Entführungen, Misshandlungen vietnamesischer Zivilisten waren an der Tagesordnung.
Die Vietnam War Crimes Working Group Files sind das Ergebnis einer Einsatzgruppe des Pentagons, die in den 1970er Jahren nach dem medialen Aufsehen rund um das Massaker damit beauftragt wurden, die Richtigkeit der vielen aufkommenden Kriegsverbrechensbeschuldigungen zu überprüfen. Besonders im Fokus stand die Tiger Force, eine damalige Eliteeinheit der USA. Die Tiger Force gebärdete sich im Einsatzgebiet Quảng Ngãi und Quảng Tin in 1967 wie eine Todesschwadron. Dabei setzte sie im Vietnamkrieg Maßstäbe eigener Art. Zu ihren Verbrechen gehörten unter anderen Brandschatzungen, Vergewaltigungen, die Folterung Gefangener, massives Maschinengewehr-Feuer auf bewohnte Dörfer, das Zielschießen auf Zivilisten, die wahllose Erschießung von Bauern, die Ermordung von zufällig angetroffenen Menschen, Zu-Tode-Prügeln von Wehrlosen, Einzel- und Gruppenexekutionen, die absichtliche Tötung von Alten, Kranken, Behinderten und Frauen, das Erdolchen, Skalpieren, Bajonettieren und Strangulieren, die Enthauptung eines Babys, die Verstümmelungen von Leichen sowie das Schmücken mit Leichenteilen.
Die „Vietnam War Crimes Working Group“ (VWCWG) war eine Task Force des Pentagon, die nach dem Massaker von My Lai eingerichtet wurde, um zu versuchen, den Wahrheitsgehalt neuer Behauptungen über Kriegsverbrechen durch US-Streitkräfte in Vietnam festzustellen. Die Untersuchung umfasste über 9000 Seiten mit Ermittlungsakten, eidesstattlichen Erklärungen von Zeugen und Statusberichten für hochrangige Militäroffiziere, aus denen hervorgeht, dass 320 mutmaßliche Vorfälle sachlich begründet waren. Zu den begründeten Fällen gehörten 7 Massaker zwischen 1967 und 1971, bei denen mindestens 137 Zivilisten getötet wurden;  78 weitere Angriffe auf Nichtkombattanten mit mindestens 57 Toten, 56 Verwundeten und 15 sexuellen Übergriffen;  und 141 Fälle von US-Soldaten, die zivile Häftlinge oder Kriegsgefangene mit Fäusten, Stöcken, Schlägern, Wasser oder Elektroschocks folterten.

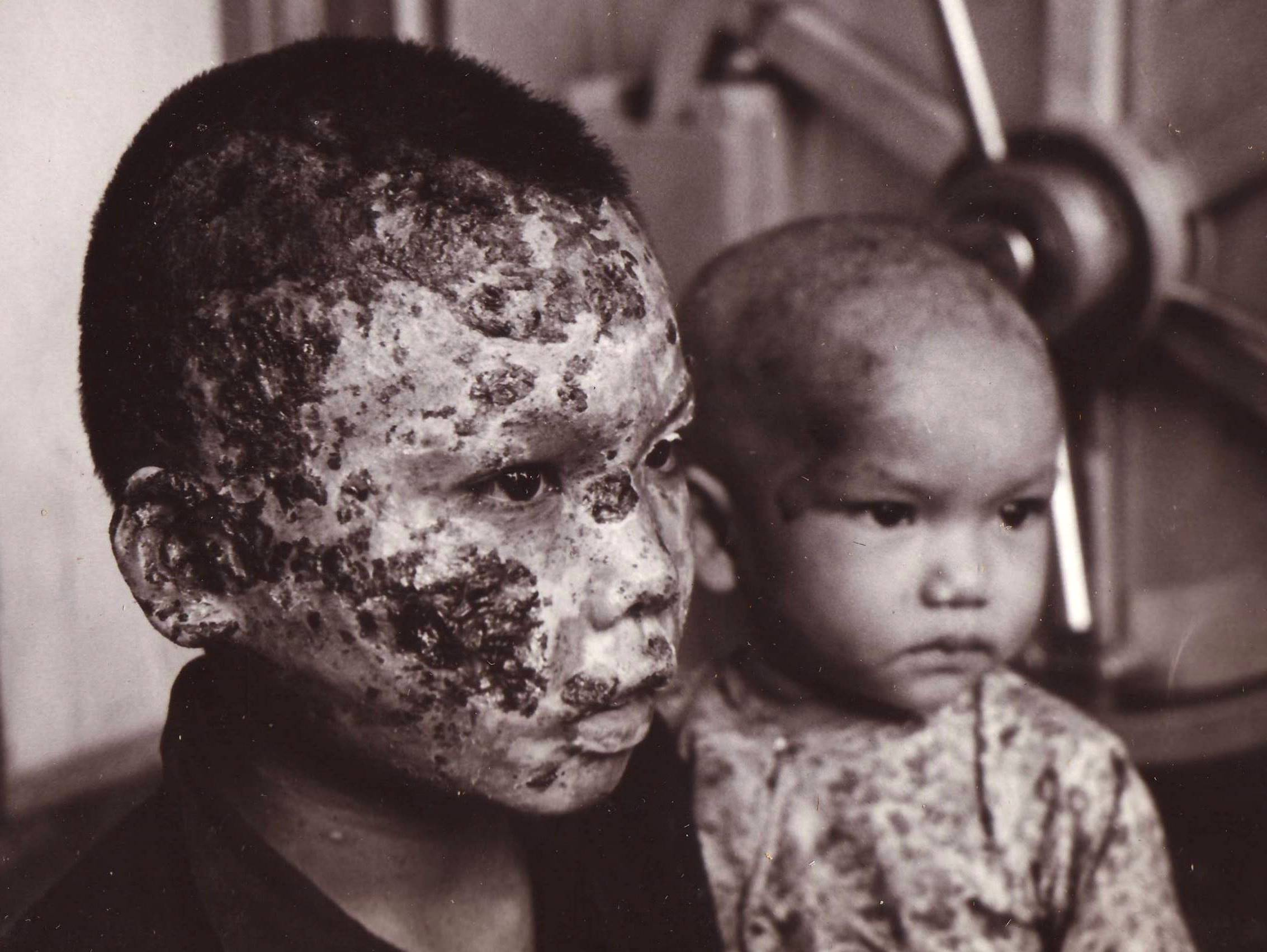
Napalmopfer 1967/68

Die juristische Aufarbeitung der Verbrechen in den free fire zones im Vietnamkrieg ist bis heute nicht erfolgt. Mehr als drei Millionen Vietnamesen wurden durch Agent Orange vergiftet, 4,4 Millionen gesundheitlich geschädigt, zwischen 1975 und 1997 kamen 50.000 Kinder mit Missbildungen zur Welt. Eine Entschädigung an die Opfer wurde von den USA bisher nicht geleistet. Seit 2012 beteiligt sich die US-Regierung an der Boden-Entgiftung um den früheren US-Stützpunkt Da Nang, der ein Hauptumschlagplatz für Agent Orange war. Dafür wurden 43 Millionen Dollar zur Verfügung gestellt.

### Golfkriege (Irak)
Der Journalist Seymour Hersh zitierte amerikanische Zeugen, die behaupten, dass 1991 ein Zug von US-amerikanischen Bradley-Kampffahrzeugen der 1. Brigade der 24. Infanteriedivision das Feuer auf eine große Gruppe von mehr als 350 entwaffneten irakischen Soldaten eröffnete, die sich nach der Flucht vor der Verwüstung auf dem Highway 8 an einem provisorischen Militärkontrollpunkt ergeben hatten.
Grundsätzlich war der 2003 eröffnete Irakkrieg ein Angriffskrieg mit fehlender Legitimation, da eine Bedrohungslage nicht real existierte. Das Führen eines nicht gedeckten Angriffskrieges stellte als solches einen Bruch des Völkerrechts dar. Dies wurde damals stark kontrovers betrachtet und führte zu einer Spaltung der internationalen Gemeinschaft in eine Koalition der Willigen und denen der Kriegsgegner, zu denen auch die von Gerhard Schröder geführte Bundesregierung gehörte.
Der Konflikt in der sich anschließenden Besatzungszeit war ein irregulärer. Es gab keine gegnerische Streitkraft, die im Feld agierte, sondern guerillaartige Attacken, Anschläge aus dem Hinterhalt auf US-Truppen. Diesen fehlte ein klares Freund-Feindschema. Im täglichen Einsatz, zum Beispiel auf Patrouillen in städtischen Gebieten, standen diese unter erhöhter und permanenter Bedrohungslage aus dem Hinterhalt angegriffen zu werden. Gefechtshandlungen fanden daher fast ausschließlich in Stadtgebieten statt. Die dabei unbeabsichtigte Tötung von Zivilisten, zum Beispiel durch indirekten Beschuss, ist noch kein Kriegsverbrechen, auch wenn diese Zahl vermutlich eine sehr hohe fünf- oder auch sechsstellige Zahl einnehmen dürfte.
Den psychischen Stressbedingungen dauerhaft ausgesetzt, nahmen entsprechende Krankheitssymptome bei einzelnen Truppenmitgliedern zu. Es kam bei diesen in Einsätzen zu mentalen Aussetzern, die zu tödlichen Attacken auf Unbeteiligte auswuchsen.

#### Abu-Ghuraib-Folterskandal

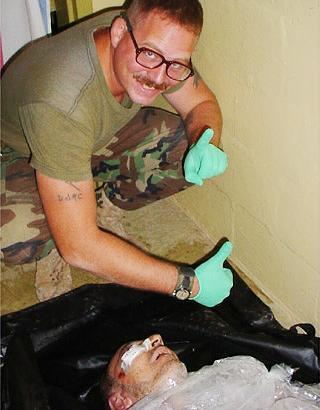
US-Soldat Charles Graner posiert neben dem bei einem Verhör getöteten Gefangenen Manadal al Jamadi.

Der Abu-Ghuraib-Folterskandal (auch: Abu Graib oder Abu Ghraib) war eine Folteraffäre während der Besetzung des Irak durch die Vereinigten Staaten, die weltweit Aufsehen erregte. Dabei wurden irakische Insassen des Abu-Ghuraib-Gefängnisses vom Wachpersonal misshandelt, vergewaltigt und gefoltert, oft bis zum Tod. Die meisten der Insassen seien „Unschuldige [gewesen], die zur falschen Zeit am falschen Ort waren“, sagte ein General später. Aufgedeckt wurde der Skandal durch die Veröffentlichung von Beweisfotos und -videos durch die Presse. Ein Teil der Bilder wurde im Mai 2004 veröffentlicht, ein weiterer Teil im Februar und März 2006.
Als Rädelsführer galt Charles Graner. Er wurde in den USA von einem Militärgericht zu zehn Jahren Haft verurteilt und nach sechseinhalb Jahren wegen guter Führung entlassen.

#### Tötung von Zivilisten in Haditha
Am 19. November 2005 führte Staff Sgt. Frank Wuterich Marinesoldaten des dritten Batallions nach Haditha. In Al-Subhani (einer Nachbarschaft von Haditha) starb Lance Cpl. Miguel Terrazas durch eine Bombe am Straßenrand. Später an diesem Tag wurden 24 irakische Frauen und Kinder tot aufgefunden, woraufhin der Verdacht auf Staff Sgt. Frank Wuterich und seine Marinesoldaten fiel. Wuterich erkannte im Militärgericht an, dass er seinen Soldaten den Befehl „shoot first, ask questions later“ gab, nachdem die Bombe am Straßenrand explodiert war. Dem Militärrichter Lt. Col. David Jones versicherte er zudem, dass er seine Waffe auf keine Frau und kein Kind an diesem Tag gefeuert habe. Am 24. Januar 2012 wurde Frank Wuterich zu 90 Tagen im Gefängnis und einer Senkung seines Ranges und Gehaltes verurteilt. Einen Tag zuvor bekannte sich Wuterich einer fahrlässigen Pflichtverletzung schuldig. Kein anderer Marinesoldat bekam von diesem Vorfall eine Gefängnisstrafe.

#### Weitere Einzelereignisse
- Übertretung der zulässigen Gewalteinwirkung in der Operation Iron Triangle: Tötung vierer unbewaffneter Iraker durch US-Militärangehörige auf Basis unangemessener Befehlsgebung durch die Einsatzleitung, «alles zu töten, was sich bewege».[59]
- Baghdad Canal Killings: Im Frühjahr 2007 entlang eines abgelegenen Kanalabschnitts im Süden von Bagdad kam es zu Exekutionen von zuvor gefangen genommenen irakischen Aufständischen durch US-Angehörige.[60]
- Beim Massaker von Mahmudiyya 2006 kam es zu Tötungen und Vergewaltigungen irakischer Zivilisten durch US-Militärangehörige.
- Am 15. März 2006 wurden 11 Irakische Zivilisten gefesselt und durch US-Angehörige exekutiert (Ishaqi Vorfall). Fünf der Zivilisten waren jünger als 6 Jahre, von den anderen sechs waren vier Frauen und ein 75-jähriger Greis.[61]

### Krieg gegen den Terror

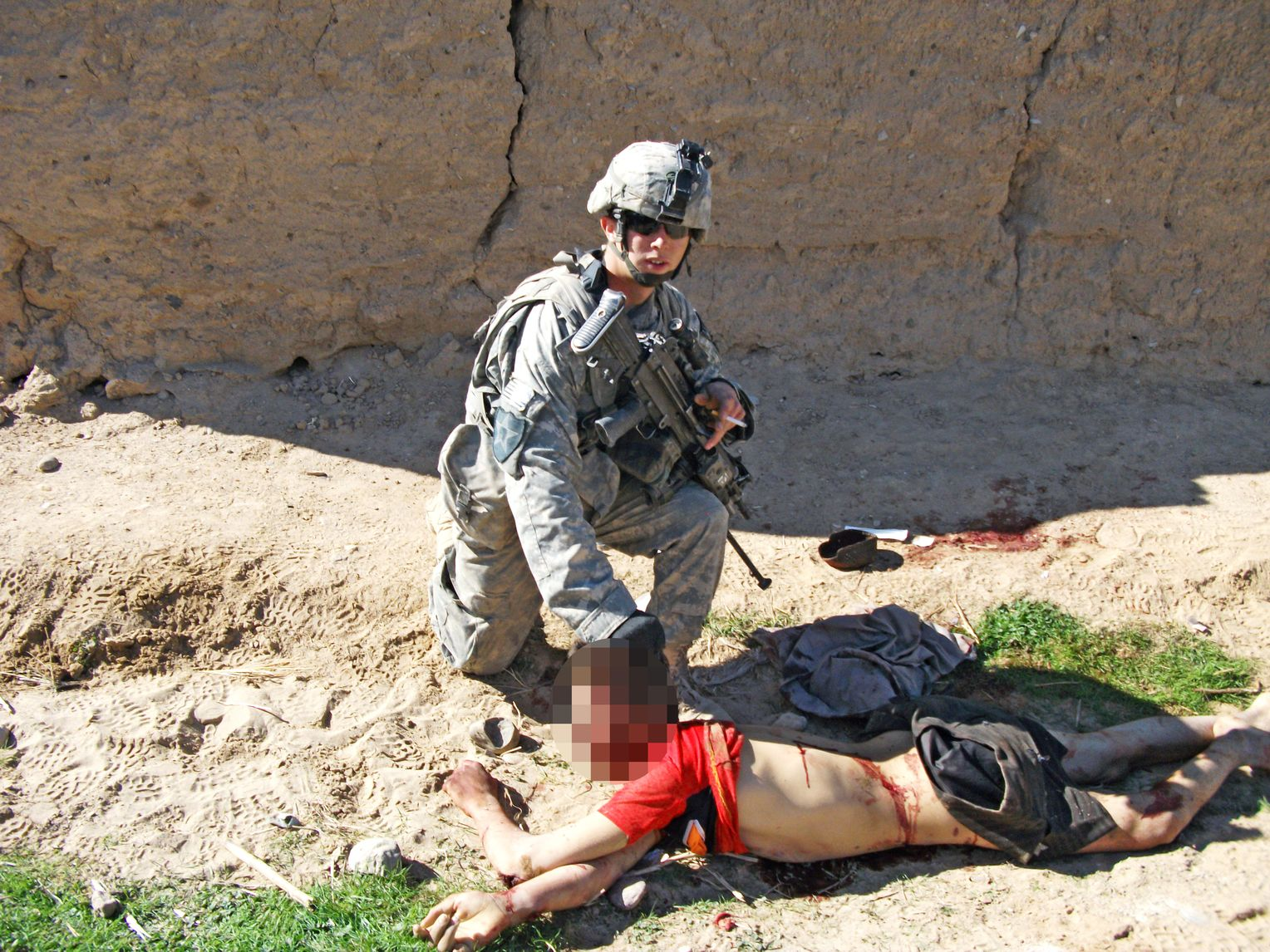
Andrew Holmes posiert mit der entblößten Leiche von Gul Mudin (Gesicht verpixelt) kurz nach seiner Ermordung am 15. Januar 2010

Nach den Terroranschlägen am 11. September 2001 ging US-Präsident George W. Bush unter Umgehung des Kriegsvölkerrechts gegen sog. ungesetzliche Kombattanten mit außerordentlichen Auslieferungen und „erweiterten Verhörtechniken“ vor. Dazu gehörte das weltweit bekannt gewordene Waterboarding. Guantanamo Bay wurde ein weltbekanntes Foltergefängnis für vermutete islamistische Terroristen. Die fehlende Rechtsgrundlage bei der ungedeckten Langzeitinhaftierung nicht rechtskräftig Verurteilter nicht-Amerikaner, die nach demokratischen Standards gelten, konnte bis heute nicht hergestellt werden. Der Europäische Gerichtshof für Menschenrechte verurteilte im Mai 2018 unter anderem die US-amerikanische Praxis in litauischen und rumänischen Gefängnissen als Verstoß gegen die Europäische Menschenrechtskonvention. Eine strafgerichtliche Verurteilung der verantwortlichen Politiker in den USA erfolgte trotz staatsanwaltschaftlicher Ermittlungen nicht.
Die Kill-Team-Morde in Afghanistan verursachten internationale Aufregung. Wiederholt ungenaue Luftangriffe auf vermutete Kämpfergruppierungen führten zu Fehlangriffen auf gänzlich unbeteiligte Zivilisten, wie beim Luftangriff bei Garani. Häufiger auftretende Angriffsereignisse der US-Streitkräfte betrafen die fluggestützte Bombardierung von Hochzeitsgesellschaften in Afghanistan. Auch wenn die Zielauswahl stets einen militärisch zulässigen Rahmen einhielt, so waren doch die indirekten Auswirkungen der Waffeneinsätze häufig unverhältnismäßig zum Ziel. Statt einer Person, waren häufig gleich ganze Straßenzüge oder Dörfer bei solchen Luftkriegseinsätzen betroffen. Die Folge waren hohe Kollateralschäden. Dies ereignete sich so auch beim Azizabad Luftschlag am 22. August 2008. Ein Talibankommandeur war das Ziel, die Bordcrew einer AC-130 führte den Angriff aus und tötete dabei 78–92 Zivilisten in einem größeren Flächenareal. Betroffen waren in der Mehrheit Kinder. Von dieser Art von Angriffen gibt es Dutzende weitere bekannte Beispiele. Diese waren stets begleitet von unverhältnismäßigen technischen Waffeneinsätzen in dicht bewohnten zivilen Gebieten. Weitere Übertretungen der zulässigen und gedeckten Gewalteinwirkungen waren das Kandahar-Massaker, die Folterung und Misshandlung von Gefangenen in Bagram in 2002.
Zu den großen Kontroversen der Kriegsführung gegen den Terror zählen die Drohnenangriffe auf vermutete Zielobjekte in Ländern mit terroristischen Strukturen, als Konzept der sogenannten gezielten Tötungen. Darunter zählen zum Beispiel die Drohnenangriffe in Pakistan. Die Zulässigkeit der Einkalkulierung von Kollateralschäden, die durch die nicht exakte Operationsführung entstehen, als auch die völkerrechtliche Legalität solcher Angriffe sind streitbar.
Amnesty International bezeichnete schon 2013 das Drohnenprogramm der USA als „Lizenz zum Töten“ und als Verstoß gegen das Völkerrecht. Die von Präsident Barack Obama angekündigte Transparenz sei nie eingehalten worden und seine Regierung habe fortgesetzt gegen das Völkerrecht verstoßen.
Anfang 2020 begann der internationale Gerichtshof gegen mutmaßliche Kriegsverbrechen US-amerikanischer Staatsbürger in Afghanistan zu ermitteln.

## Kulturelle Verarbeitung
Die wissenschaftliche Aufarbeitung der Vorfälle weist ein vorhandenes Grundniveau auf. Es gibt Publikationen zu vielen Ereignissen.
Auch die öffentlichen Debatten dazu hat es zu verschiedenen Zeitpunkten immer wieder gegeben. So zum Beispiel die Antikriegsbewegung im Vietnamkrieg.
In den USA gibt es im populären Erinnerungsbild divergierende Wahrnehmungsmuster zu der Rolle der eigenen Streitkraft. Die in Deutschland lange Zeit tief verwurzelte kritische Haltung zu den eigenen Streitkräften, bedingt aus der Vergangenheit, ist dort weniger prägnant ausgeprägt. Es gibt eine starke verklärende und heroisierende Bilderzeugung im kollektiven Wissen um die eigene Militärgeschichte.
Besonders die Generation der Babyboomer in den USA haben eine Form der Sozialisation erhalten, die nach Tom Engelhardt, einer „Victory Culture“ glich, die das Denken und die Fantasie Heranwachsender überlagerte. Es setzte eine verklärende und heroisierende mediale Verarbeitungswelle, getragen durch die Filmindustrie, ein. Fernseh- und Kinobilder führten in den 1950er und 1960er Jahren in der Bevölkerung zu einer politischen Kulturtransformation. Eine Aura des Strebens nach individueller Besonderheit und maskuliner Stärke wurden dominante männliche Leitbilder (Born to Be Wild, Rock ’n’ Roll, Der Wilde, Route 66, John Wayne etc.). Die nachwachsende Generation der Kriegsgeneration, die sich hierbei schweigsam zurückhielt, drückte auf die Etablierung von Kriegs- und Kriegermythen. Für sie wurde der Krieg eine Art faszinierendes Abenteuergut, fast vergleichbar mit der militaristisch erzogenen deutschen Jugend in den 1930er Jahren. Die Art der Heldenverehrung, zum Beispiel eines Audie Murphys verstärkte diesen Grundeinschlag.
Eine musterhafte Schilderung einer Selbstwahrnehmung damaliger Heranwachsender von Ron Kovic zeigt die Anfälligkeit der männlichen Jugendlichen für kriegsverherrlichende Darstellungen auf:

„Audie Murphy in dem Film To Hell and Back werde ich nie vergessen. Am Schluss des Films springt er auf einen brennenden Panzer, der jeden Moment explodieren kann. Er packt das Maschinengewehr und feuert in die deutschen Linien. Er benahm sich so heldenhaft, dass es mir kalt den Rücken hinunterlief. Ich hätte gerne mit ihm getauscht. Um seine Beine züngelten schon Flammen, doch er schoss noch immer wie wild mit dem Maschinengewehr. Das war der tollste Film, den ich jemals gesehen habe.“

Die so sozialisierte Generation ging in den Vietnamkrieg und führte den Krieg, den sie führten.
Populäre neuere Film- und Serienproduktionen wie Band of Brothers oder nachdenklichere Hollywoodproduktionen wie Flags of Our Fathers und weitere zeugen auch von den Schrecken des Krieges und die mitunter schwierige Gratwanderung von Soldaten im Einsatz. Es dominierten aber weiter auch eher glorifizierende und in ihrer Wirkung eher Pro-Kriegsfilmen gleichende Produktionen, die sich auf die Vermittlung des „Abenteuer-, Ruhm- und Ehregedanken“ fokussierten. Prägnantes Beispiel hierfür ist die Fernsehserie JAG – Im Auftrag der Ehre oder auch Top Gun. Diese Produktionen sind auf den Konsum der breiten Bevölkerungsschicht ausgerichtet, anders als gering frequentierte Expertengutachten zu einzelnen Kriegshandlungen oder auch die juristische Aufarbeitung besonders prägnanter Fälle, die dann auch mediale Beachtung finden können.
Ein eigener bewusster Umgang oder Verarbeitungsprozess von US-Amerikanern zu den dunklen Kapiteln ihrer Geschichte erfolgte nicht. Mythen konnten sich so kollektiv verfestigen.

„Wir sind nicht wie die Deutschen, die ihre Geschichte minutiös aufarbeiten. Zeige ich die Bilder der zerstörten Städte, die Trümmer, die Leichenberge, schauen viele weg und antworten: Die Japaner hätten es nicht anders verdient.“

Für von Gewalt betroffene Regionen oder Staaten stellte der eigene Umgang mit den US-Verbrechen Hürden da. Für die Bundesrepublik in der Zeit des Kalten Kriegs waren diese Themen ein Tabubruch, weil sie als potenzielle Belastung für das Verhältnis zu den westlichen Bündnispartnern galten.